# Adrian Grenier
Adrian Grenier (Santa Fe, Új-Mexikó, 1976. július 10. –) amerikai színész, zenész, rendező.
Legismertebb szerepe Vincent Chase a HBO csatorna Törtetők című sorozatában (2004–2011), illetve az abból készült 2015-ös azonos című filmben. Egyéb filmjei közé tartozik az Őrjítő szerelem (1999), Az ördög Pradát visel (2006) és a Fosztogatók (2016).

## Fiatalkora
Anyja Karesse Grenier ingatlanügynök, apja John Dunbar. Szülei nem házasodtak össze, Adrian még csecsemő volt, amikor apja elhagyta a családot. Származását tekintve apacs indián és európai származású. 
A Fiorello H. LaGuardia High School of Music & Art and Performing Arts-ba járt, majd a Bard College-ban drámát tanult.

## Pályafutása
Első filmje a Gena, a lebilincselő című független dráma volt 1997-ben, majd 1999-ben az Őrjítő szerelem című romantikus tinivígjátékban Melissa Joan Hart partnere volt és szerepelt Britney Spears (You Drive Me) Crazy című videóklipjében is. 2001-ben főszerepet játszott James Toback Harvard sztori című filmjében. 2002-ben rendezőként debütált Shot in the Dark című dokumentumfilmjével.
2004-ben kapta meg addigi legjelentősebb szerepét a Törtetők című vígjátéksorozatban. 2006-ban Meryl Streeppel játszott Az ördög Pradát visel című filmben. 2008. június 2-án volt a premierje a Planet Green című show-műsornak, amelyben Adrian és csapata a környezetvédelem fontosságára hívja fel a figyelmet.
A színészet mellett rendezőként is tevékenykedik, illetve zenél, játszik gitáron, dobon, francia kürtön és a zongorán is. Tagja volt két New York-i zenekarnak: a Kid Friendly énekese és a The Honey Brothers dobosa volt.

## Filmográfia

### Film
| Év   | Magyar cím                  | Eredeti cím                      | Szerep                   | Magyar hang       |
| ---- | --------------------------- | -------------------------------- | ------------------------ | ----------------- |
| 1997 | Gena, a lebilincselő        | Arresting Gena                   | Kabush                   | Előd Álmos        |
| 1997 |                             | Hurricane Streets                | punk                     |                   |
| 1998 |                             | Fishes Outta Water               | ismeretlen szerep        |                   |
| 1998 | Sztárral szemben            | Celebrity                        | Darrow kíséretének tagja |                   |
| 1998 | Sebastian Cole kalandjai    | The Adventures of Sebastian Cole | Sebastian Cole           |                   |
| 1999 | Őrjítő szerelem             | Drive Me Crazy                   | Chase Hammond            |                   |
| 2000 | Cecil B. Demented           | Cecil B. DeMented                | Lyle                     | Dolmány Attila    |
| 2001 | Harvard sztori              | Harvard Man                      | Alan Jensen              |                   |
| 2001 | A. I. – Mesterséges értelem | Artificial Intelligence: AI      | tini a furgonban         | Előd Álmos        |
| 2002 |                             | Freshening Up (rövidfilm)        | Noah                     |                   |
| 2002 | Szerelmi sokszögek          | Love in the Time of Money        | Nick                     |                   |
| 2002 | Hart háborúja               | Hart's War                       | Daniel E. Abrams         | Csizmadia Gergely |
| 2003 |                             | Bringing Rain                    | Clay Askins              |                   |
| 2003 | Csak az a szex              | Anything Else                    | Ray Polito               | Seder Gábor       |
| 2004 |                             | Tony N' Tina's Wedding           | Michael                  |                   |
| 2005 |                             | A Perfect Fit                    | John                     |                   |
| 2005 |                             | Across the Hall (rövidfilm)      | Julian                   |                   |
| 2006 | Az ördög Pradát visel       | The Devil Wears Prada            | Nate                     | Dányi Krisztián   |
| 2007 |                             | Off Hour (rövidfilm)             | Bruno                    |                   |
| 2008 |                             | Adventures of Power              | Dallas Houston           |                   |
| 2013 |                             | Goodbye World                    | James Palmer             |                   |
| 2015 |                             | Unity (dokumentumfilm)           | narrátor                 |                   |
| 2015 | Törtetők                    | Entourage                        | Vincent Chase            | Előd Botond       |
| 2015 |                             | Sex, Death and Bowling           | Sean McAllister          |                   |
| 2016 |                             | Trash Fire                       | Owen                     |                   |
| 2016 | Fosztogatók                 | Marauders                        | Wells                    | Markovics Tamás   |
| 2017 | Két testvér, egy lövés      | Arsenal                          | JP                       | Dányi Krisztián   |
| 2018 |                             | Affairs of State                 | Rob Reynolds             |                   |
| 2020 |                             | Stage Mother                     | Nathan                   |                   |
| 2020 |                             | Freeze (rövidfilm)               | Zane                     |                   |
| 2021 |                             | Far More                         | Sean McAllister          |                   |

### Televízió
| Év        | Magyar cím      | Eredeti cím                                   | Szerep                         | Megjegyzések                                             |
| --------- | --------------- | --------------------------------------------- | ------------------------------ | -------------------------------------------------------- |
| 2004–2011 | Törtetők        | Entourage                                     | Vincent Chase                  | főszereplő (96 epizód)                                   |
| 2008      |                 | Alter Eco                                     | önmaga                         | - dokumentumsorozat (9 epizód) - vezető producer         |
| 2010      | 90210           | 90210                                         | önmaga                         | 1 epizód                                                 |
| 2011      |                 | Vietnam in HD                                 | Barry Romo (hangja)            | főszereplő (6 epizód)                                    |
| 2015      |                 | Wahlburgers                                   | önmaga                         | 1 epizód                                                 |
| 2015–17   | Miles a jövőből | Miles from Tomorrowland                       | Joe Callisto százados (hangja) | visszatérő szereplő (12 epizód)                          |
| 2017      | Váratlan kaland | Love at First Glance                          | James Fielding                 | tévéfilm                                                 |
| 2019      |                 | Christmas at Graceland: Home for the Holidays | Owen Reed                      | tévéfilm                                                 |
| 2021      | Clickbait       | Clickbait                                     | Nick Brewer                    | - minisorozat (8 epizód) - magyar hangja: - Simon Kornél |
| 2024      |                 | Seeds of Change                               | önmaga                         | környezetvédelem témájú dokumentumsorozat                |

## Fordítás
- Ez a szócikk részben vagy egészben  az   Adrian Grenier című angol Wikipédia-szócikk fordításán alapul.  Az eredeti cikk szerkesztőit annak laptörténete sorolja fel. Ez a jelzés csupán a megfogalmazás eredetét és a szerzői jogokat jelzi, nem szolgál a cikkben szereplő információk forrásmegjelöléseként.